# Дон Ді
Дон Ді (англ. Don Dee, 9 серпня 1943 — 26 листопада 2014) — американський баскетболіст.
Олімпійський чемпіон 1968 року.